# Edith Södergran-priset
Edith Södergran-priset delas ut av Edith Södergran-sällskapet till personer som aktivt och förtjänstfullt forskat i och spridit kunskap om Edith Södergrans liv och verk.

## Pristagare
- 1984 – Solveig von Schoultz
- 1985 – Merja-Riitta Stenroos
- 1986 – Inga-Britt Wik
- 1987 – Gurli Lindén
- 1988 – Tua Forsström
- 1992 – George C. Schoolfield
- 2002 – Stina Katchadourian
- 2014 – Tomas Mikael Bäck